# NEWS21
『NEWS21』（ニュースにじゅういち）は、1994年4月4日から1995年9月1日まで新潟テレビ21で放送された平日夕方の新潟県向けローカルワイドニュース番組である（『ステーションEYE ANN』の新潟ローカルパート）。

## 概要
- 『ザ・にゅうす NT21』の後番組として放送開始。

- 番組は、テレビ朝日発の全国ニュース『ステーションEYE ANN』終了直後の18:30から30分間にわたって放送されていた。

- オープニングのヘッドライン・キャスターによる挨拶から始まり、県内ニュース・ローカルスポーツニュース・天気予報と続いていた。

- 新潟テレビ21の夕方ニュース番組枠（第1期）が最後となったが1995年9月1日まで1年5か月を以て打ち切りに終了した。

## 放送時間
| 期間     | 期間     | 放送時間 (JST)         | 放送時間 (JST)         |
| 期間     | 期間     | 月曜日 - 金曜日        |                        |
| -------- | -------- | ---------------------- | ---------------------- |
| 1994.4.4 | 1995.9.1 | 18:30 - 19:00 （30分） | 18:30 - 19:00 （30分） |

## メインキャスター
- 山本肇 - 1994年9月29日までは月曜日 - 木曜日担当、同年10月3日からは月曜日 - 金曜日担当。前番組『ザ・にゅうす NT21』より続投。
- 筒井直美（現・石川ナオミ） - 1994年9月29日までは月曜日 - 木曜日担当、同年10月3日からは月曜日 - 金曜日担当。
- 山本郁（現・山本かおる） - 1994年9月30日まで金曜日担当。